# عدنان مارال

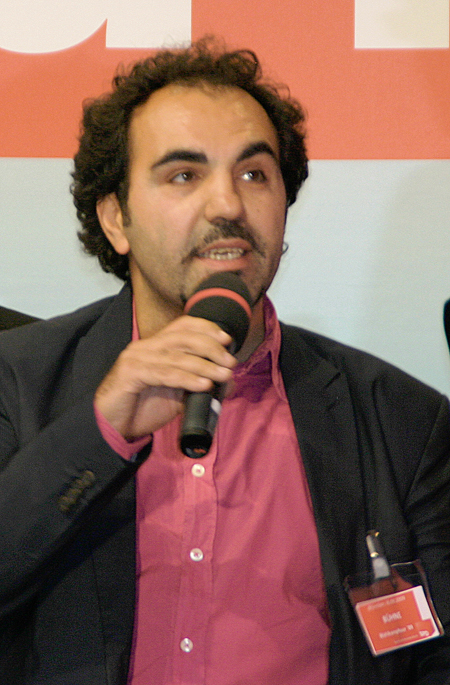
عدنان مارال

عدنان مارال (به انگلیسی: Adnan Maral) بازیگر شناخته شده آلمانی ترک‌تبار متولد اول ژوئیه ۱۹۶۸ چیلدر، اردهان، ترکیه است.
عدنان مارال که در شهر فرانکفورت زندگی خود را گذرانده زندگی هنری خود را با تئاتر شروع و با سریال طنز ترکی برای مبتدیان که از شبکه تلویزیونی ARD (شبکه یک آلمان) پخش شد به یکی از چهره‌های تلویزیونی روز تبدیل شد.

## زندگی
عدنان مارال زندگی هنری خود را با تئاتر شروع کرده و برای بسیاری نمایش در دویچه‌تئاتر برلین به روی صحنه رفته‌است. در مارچ ۲۰۰۶، با بازی در نقش متین در سریال ترکی برای مبتدیان به تلویزیون ARD آمد که این نقش درخششی برای او بود. این سریال از مارس ۲۰۰۶ تا فوریه ۲۰۰۹ به نمایش درآمد که متین داستان، یک پدر میانسال ترک‌تبار دارای دو فرزند است که با یک مادر آلمانی ازدواج می‌کند و خانواده شش نفره آنها تصمیم می‌گیرند در یک خانه و با هم در برلین زندگی کنند. مارال برای ایفای این نقش جایزه بین‌المللی تلویزیون آلمان را از آن خود کرد.
او همچنین در سریال معروف تات‌اورت نیز ایفای نقش کرده‌است.

## جوایز
- ۲۰۰۶: جایزه بین‌المللی تلویزیون آلمان به عنوان یکی از بهترین بازیگر این سریال در ترکی برای مبتدیان